# 로버트 H. 건드리
로버트 H. 건드리(Robert H. Gundry, 1932)는 미국의 신학자이며 신약학 교수이며 코이네 그리스어에 전문가이다.

## 생애
Gundry는 1932년 Norman C.와 Lolita(옛 성 Hinshaw) Gundry 사이에서 태어났다. 그는 Stanley N. Gundry의 형이다. Gundry는 1950년대에 로스앤젤레스 침례교 대학과 신학교에서 학사 학위와 학사 학위를 받았고 , 1961년에는 영국의 맨체스터 대학 에서 F.F. 브루스의 지도를 받으며 박사 학위를 받았다. 그는 1962년부터 38년 동안 캘리포니아주 산타바바라 에 있는 Westmont 대학 에서 가르쳤다. 1997년에 대학은 Gundry를 최초의 기부 교수직에 임명했고, 얼마 지나지 않아 Robert H. Gundry 성경 연구 학과도 설립했다. 2000년에 그가 은퇴하자 대학은 그를 명예 교수이자 거주 학자로 임명했다.

## 논란
마태복음의 무오설을 인정하지 않아 1983년 ETS(미국복음주의신학회)에서 사임하였다. 마태복음의 역사성을 거부하고 신학적 동기를 주장하였다. 